# BV Opladen
Der BV Opladen (offiziell: Ballspiel-Verein Opladen 01 e. V.) war ein Sportverein aus dem Leverkusener Stadtteil Opladen. Die erste Fußballmannschaft spielte ein Jahr in der höchsten mittelrheinischen Amateurliga.

## Geschichte
Der Verein wurde im Jahre 1901 gegründet. 1949 stieg die Mannschaft in die Bezirksklasse auf und schaffte auf Anhieb den Durchmarsch in die Landesliga, die seinerzeit höchste Amateurliga am Mittelrhein. Nach nur einer Saison ging es 1951 für die Opladener zurück in die Bezirksklasse. Nach mehreren gescheiterten Wiederaufstiegsversuchen musste die Mannschaft 1955 in die Kreisklasse absteigen. 1958 gelang der Wiederaufstieg in die Bezirksklasse, wo die Opladener auf Anhieb Vizemeister hinter dem SC Köln-Mülheim Nord. 
Im Jahre 1961 gelang schließlich die Rückkehr in die Landesliga. Dort behaupteten sich die Opladener bis 1967 und kehrten drei Jahre später für eine Saison in die Landesliga zurück. Im Jahre 1981 fusionierte der BV Opladen mit Fortuna Opladen zum Sportverein Union Opladen 01/21. Dieser fusionierte 2011 mit dem Basketballzentrum 95 Leverkusen zum BBZ Opladen, das für seine Frauen-Basketballmannschaft bekannt ist.

## Persönlichkeiten

### Spieler
- Siegfried Frank (1970–1973)

### Trainer
- Edmund Conen (1970–1973)